# Utiaritichthys longidorsalis
Utiaritichthys longidorsalis és una espècie de peix d'aigua dolç de la família dels caràcids i de l'ordre dels caraciformes. Els adults poden assolir 20,3 cm de llargària total. Viu en clima tropical a la conca del riu Madeira al Brasil (Sud-amèrica).